# ビュレント・ウルス
ビュレント・ウルス（トルコ語：Salim Bülent Ulusu）は、トルコ共和国の軍人、政治家。1980年の軍事クーデタ後、民政移管までの首相を務めた。

## 経歴
ビュレント・ウルスは、1923年にイスタンブールで生まれた。1955年に海軍兵学校を卒業。1976年に海軍少将、1970年に海軍中将、1974年に海軍大将となり、1977年から1980年まで海軍総司令官を務めた。
1980年8月に海軍を退役。同年9月12日に軍事クーデタが勃発すると、国家安全保障評議会議長に就任したケナン・エヴレンの意向を受けて、退役軍人と官僚で構成される暫定政府の首相を務めた。ウルス内閣では、クーデタ前の公正党政権で軍関係者と良好な関係を築いていたテクノクラート出身のトゥルグト・オザルが、経済担当副首相に抜擢され頭角を現した。
1982年に制定された新憲法の下で、1983年に民政移管が行われ、ウルス政権は退陣した。後任の首相には、同年の総選挙で単独過半数を制した祖国党のオザルが就任した。